# Julie Vinter Hansen
Julie Marie Vinter Hansen (født 20. juli 1890, død 27. juli 1960) var en dansk astronom.

## Opvækst og uddannelse
Vinter Hansen blev født i København. Hendes forældre var politiker Jørgen Hansen (1837-1911) og Rasmine Sophie Vinter (1848-1929).
Vinter Hansen tog studentereksamen fra N. Zahles Skole i 1910 og begyndte året efter på Københavns Universitet. Mens hun studerede blev hun i 1915 ansat som beregner ved universitetets observatorium på Østervold.
I 1917 blev hun den første kvindelige mag.scient. i Astronomi fra Københavns Universitet.

## Karriere
I 1919 tog Vinter Hansen i mod en nyoprettet assistentstilling ved Observatoriet. I 1921 gav en lovændring kvinder lige adgang til alle offentlige stillinger - bortset fra militær og folkekirke. Derfor kunne Vinter Hansen blive ansat som Observator ved Københavns Universitet. Hun blev dermed den første kvinde, der fik embedsansættelse ved KU og Europas første kvindelige observator.
Hansen blev redaktør på Nordisk Astronomisk Tidsskrift.
Senere blev hun direktør for Internationale Astronomiske Union.
I 1939 blev Hansen den første astronom på Københavns Universitets observatorium, som blev bredt kendt for beregning af mindre planeter og kometers baner. Samme år fik hun Tagea Brandts Rejselegat, som gives til kvinder, der har givet et stort bidrag til kunst eller videnskab. Med pengene tog hun en tur fra USA til Japan og tilbage. Udbruddet af anden verdenskrig i 1940 besværliggjorde dog hendes hjemrejse.
Hun modtog et Martin Kellogg Fellowship ved University of California, hvilket gjorde det muligt for hende at arbejde i USA. Hun modtog også Annie J. Cannon Award in Astronomy i 1940.
Hansen blev blev slået til ridder af Dannebrog i 1956 og fortsatte sin karriere på Københavns Universitet frem til 1960.

## Død
Julie Vinter Hansen døde i 1960 af hjertestop, blot nogle få dage før hun skulle have været pensioneret, i den schweiziske bjergby Mürren. Hun blev begravet på Vestre Kirkegård i København.
Asteroiden 1544 Vinterhansenia, der blev opdaget af den finske astronom Liisi Oterma i 1940'erne, er blevet opkaldt efter hende.

## Hæder
- Tagea Brandts Rejselegat
- Annie Jump Cannon Award in Astronomy
- Martin Kellogg Fellowship
- Ridder af Dannebrog